# Privatna gimnazija „Milena Pavlović Barili” Beograd
Gimnazija Milena Pavlović Barilli je gimnazija opšteg tipa koja se nalazi u Beogradu, u opštini Stari grad. Gimnazija Milena Pavlović Barilli je akreditovana privatna gimnazija opšteg smera koja od 2008. godine razvija ideju bilingvalne nastave.

## O školi
U školi Milena Pavlović Barilli se sprovodi program opšte gimnazije predviđen po nastavnom planu i programu Ministarstva prosvete, ali uz individualni pristup koji podstiče sticanje širokog gimnazijskog obrazovanja. Takođe, za sve učenike koji se uporedo bave nekim sportom, i koji zbog svojih obaveza ne mogu da prate redovno nastavu, omogućena je individualna nastava prilagođena terminima treninga i drugih obaveza u okviru kluba. Milena Pavlović Barilli svake godine stipendira najbolje talentovane osnovce.
Škola ima dugu tradiciju koju neguje od 2008. godine. Od tada je izvela dosta generacija učenika od kojih su danas mnogi uspešni studenti ili odlični poslovni ljudi.

## Uspešni učenici
- Sara Grubač (1997), reprezentativac Srbije u tenisu u kategoriji mlađih od 18 godina, šampionka Srbije u istoj kategoriji 2015.
- Jovana Rakezić (1996), mladi fotograf, učesnica NASA programa "Face in Space", objavljuje u Vogue, The Guardian[3]
- Marko Stanković (1999), mladi fudbaler, FK Partizan, FK Rad, Dinamo Minsk.[3]
- Luka Radivojević (1996), reprezentativac Srbije u kategoriji kadeta snoubordera, srebro na prvenstvu Srbije 2015.[3]
- Đorđe Šormaz (1996), omladinski vaterpolo reprezentativac Srbije, VK Radnički, VK Crvena zvezda.[3]
- Nina Marjanović (1998), omladinski reprezentativac Srbije u tenisu, osvajač državnog prvenstva Srbije u kategoriji do 14 godina.[3]
- Katarina Jovanović (1998), izdala zbirku pesama "Crvena ruža" 2013. godine.[3]

## Galerija
- Privatna gimnazija „Milena Pavlović Barili”.
- Privatna gimnazija „Milena Pavlović Barili”.
- Ulaz u gimnaziju.
- Plakat sa natpisom.
- Bedž sa natpisom.

## Spoljašnje veze
- Zvanični veb-sajt škole